# Klövsjukdomar
Klövsjukdomar uppstår i klövarna hos domesticerade klövdjur, till exempel svin, nötdjur, får och getter.

## Klövsjukdomar hos kor
Man brukar skilja på foder- eller så kallade fång-relaterade sjukdomar och på miljörelaterade/smittsamma sjukdomar.
Dagens mjölkkor utfodras för en överproduktion med syftet att ge så mycket mjölk som möjligt, med en foderstat som tillåter hög andel av fett och protein i mjölken. Det innebär i praktiken att djuret ligger på gränsen till överutfodring vilket kan resultera i fångrelaterade sjukdomer.
Vid verkning kan dessa ses i klövhornet som blödningar,  bristningar i vita linjen, bölder i fotsulan, eller i grava fall öppna sår. Dessa lidelser betecknas som fång. Genom att verka mjölkkor regelbundet (typiskt 2-3 ggr/år) kan man undvika många av dessa problem, med ökat djurvälfärd och bättre ekonomi som följd.